# Селлум
Селлу́м (др.-евр. שַׁלּוּם‬ шаллу́м — «воздаяние»), сын Иави́са — 15-й царь Израиля, правивший один месяц в 752 году до н. э. (4 Цар. 15:13)
Шаллум убил своего бывшего друга и царя Захарию и захватил власть в стране. Тем не менее престол он не удержал, и правил не более чем тринадцать дней. Военачальник Менахем, узнав о смерти Захарии и перевороте в стране, собрал своё войско и пошёл с ним в Самарию. Там он убил Шаллума и принял царскую власть.